# Pseudoperipteros

Pseudoperipteros

Ein Pseudoperipteros ist eine Form des griechischen Tempels. Die Bezeichnung ist durch Vitruv (de architectura 4.8.6) belegt.
Als Pseudoperipteros wird ein Tempel bezeichnet, dessen peripteraler Säulenkranz (Peristasis) an den Langseiten sowie meist an der Rückseite zu vorgeblendeten Halbsäulen oder Wandsäulen reduziert wurde. Ein Umgang, Pteron, um die Cella existiert in Wirklichkeit damit nicht.
Vorgeblendete Säulenordnungen wurden in der Zeit der griechischen Klassik entwickelt und nach früheren Vorläufern auf Sizilien und in Unteritalien in hellenistischer Zeit auch auf die Außenseite eines Tempels übertragen, (Tempel L in Epidauros). Weitere Verbreitung fand der Tempel-Bautyp gegen Ende des 2. Jh. v. Chr. und in augusteischer Zeit in der römischen Architektur. Als Beispiele zu nennen sind:
- der Tempel des Portunus auf dem Forum Boarium in Rom
- der Tempel der Sibylle in Tivoli
- das Kapitol in Puteoli
- der Tempel auf dem Terrassenheiligtum von Terracina
- der Tempel des Gaius und Lucius Caesar in Nîmes (Maison Carrée)

Vgl. auch Pseudodipteros.